# Analiza techniczna
Analiza techniczna – analiza zmian kursów i wolumenu obrotów papierów wartościowych, walut lub surowców. Analiza wykresów mająca na celu prognozę przyszłych cen (kursów) na podstawie analizy kształtowania się cen w przeszłości.
Zadaniem analizy technicznej jest wyznaczanie korzystnych z punktu widzenia inwestora momentów zakupu i sprzedaży danego papieru wartościowego, waluty lub surowca. Wsparciem prognoz są liczne wskaźniki techniczne oraz narzędzia analizy statystycznej, takie jak średnia ruchoma oraz odchylenie standardowe (miara zmienności). Analizie podlegają przede wszystkim dane dotyczące zmian cen oraz wielkości obrotów na rynku danego papieru wartościowego, waluty lub surowca.

## Ogólna charakterystyka
W przeciwieństwie do analizy fundamentalnej spółki, uwzględniającej zarówno informacje o otoczeniu globalnym, makroekonomicznym, regionalnym, branżowym, w jakim ona funkcjonuje, jak i raporty ogłaszane przez samą spółkę, w przypadku analizy technicznej nie są one uwzględniane w procesie podejmowania decyzji inwestycyjnych. Wszystkie potrzebne do przeprowadzenia analizy technicznej informacje odczytuje się bezpośrednio z wykresów prezentujących historyczne zmiany cen analizowanego papieru wartościowego, waluty czy surowca.
Modele analizy technicznej zakładają, że ceny akcji zmieniają się według możliwych do zaobserwowania, powtarzalnych schematów (formacji i układów). Zależnie od zastosowanego modelu można zauważyć powtarzalność pewnych figur geometrycznych lub zachowania wskaźników statystycznych.
Analiza techniczna może być stosowana równolegle z analizą fundamentalną. Analiza fundamentalna odpowiada na pytanie: jaki walor kupić lub sprzedać?, zaś analiza techniczna: kiedy to uczynić?. Analiza techniczna stosowana jest zazwyczaj w krótkookresowym horyzoncie inwestycyjnym. Natomiast analiza fundamentalna z zasady wykorzystywana jest w przypadku długookresowego horyzontu inwestycyjnego.

## Założenia analizy technicznej
Analiza techniczna opiera się na 3 podstawowych założeniach:
1. Rynek dyskontuje wszystko – cena rynkowa uwzględnia wszystkie dostępne informacje dotyczące danego papieru wartościowego, jego emitenta, sytuację mikro i makroekonomiczną oraz uwarunkowania gospodarcze i polityczne.
2. Ceny podlegają trendom – ceny znajdują się w określonych trendach (wzrostowym, horyzontalnym lub spadkowym) i będą tym trendom podlegać, dopóki nie nastąpią wyraźne sygnały oznajmujące odwrócenie tego trendu.
3. Historia się powtarza – analiza techniczna zajmuje się prognozowaniem przyszłości w oparciu o badanie przeszłości, wychodząc z założenia, że zbiorcze zachowania inwestorów na danym rynku powtarzają się według określonych schematów.

## Formacje na wykresach
Formacje na wykresach dzielimy na dwie grupy:
- formacje kontynuacji trendu,
- formacje odwrócenia trendu[3].

### Formacje kontynuacji trendu
Formacje kontynuacji trendu stanowią określone wzory na wykresach, po których ukształtowaniu trend trwa. Do najbardziej znanych tego rodzaju formacji należą:
- prostokąt,
- flaga,
- chorągiewka,
- klin,
- diament,
- trójkąt,
- formacja Gartleya.

### Formacje odwrócenia trendu
Formacje odwrócenia trendu stanowią określone wzory i figury na wykresach, po których ukształtowaniu trend ulega zmianie na przeciwny. Do najbardziej znanych należą formacje:
- głowy i ramion,
- podwójnego szczytu i podwójnego dna,
- potrójnego szczytu i potrójnego dna,
- zaokrąglonego szczytu i zaokrąglonego dna,
- wachlarza i odwróconego wachlarza,
- V i odwróconego V.

## Metody
- analiza liniowa
- świece japońskie
- metoda punktowo-symboliczna XO
- fale Elliotta
- poziomy Fibonacciego
- wskaźniki analizy technicznej